# Сен-Жори-ла-Блу
Сен-Жори́-ла-Блу (фр. Saint-Jory-las-Bloux), часто пишется Сен-Жори́-Лаблу́ (фр. Saint-Jory-Lasbloux) — коммуна во Франции, находится в регионе Аквитания. Департамент — Дордонь. Входит в состав кантона Иль-Лу-Овезер. Округ коммуны — Перигё.
Код INSEE коммуны — 24429.

## География
Коммуна расположена приблизительно в 410 км к югу от Парижа, в 135 км северо-восточнее Бордо, в 28 км к северо-востоку от Перигё.
По территории коммуны протекает река Иль.

### Климат
Климат умеренный океанический со средним уровнем осадков, которые выпадают преимущественно зимой. Лето здесь долгое и тёплое, однако также довольно влажное, здесь не бывает регулярных периодов летней засухи. Средняя температура января — 5 °C, июля — 18 °C. Изредка вследствие стечения неблагоприятных погодных условий может наблюдаться непродолжительная засуха или случаются поздние заморозки. Климат меняется очень часто, как в течение сезона, так и год от года.

## Население
Население коммуны на 2010 год составляло 257 человек.
| 1962 | 1968 | 1975 | 1982 | 1990 | 1999 | 2010 |
| ---- | ---- | ---- | ---- | ---- | ---- | ---- |
| 292  | 271  | 229  | 251  | 241  | 237  | 257  |

## Администрация
| Период | Период | Фамилия           | Партия                              | Примечания                                                                |
| ------ | ------ | ----------------- | ----------------------------------- | ------------------------------------------------------------------------- |
| 1995   | 1997   | Бернар Бланшар    | Французская коммунистическая партия |                                                                           |
| 1997   | 2001   | Жан-Клод Несансак |                                     |                                                                           |
| 2001   | 2012   | Реми Бернье       | Социалистическая партия             | управляющий делами товарищества; генеральный советник кантона (2008—2012) |
| 2012   | 2014   | Колет Бланшар     |                                     |                                                                           |
| 2014   | 2020   | Мартин Хайм       |                                     |                                                                           |

## Экономика
В 2010 году среди 155 человек трудоспособного возраста (15-64 лет) 116 были экономически активными, 39 — неактивными (показатель активности — 74,8 %, в 1999 году было 72,0 %). Из 116 активных жителей работали 107 человек (58 мужчин и 49 женщин), безработных было 9 (5 мужчин и 4 женщины). Среди 39 неактивных 7 человек были учениками или студентами, 19 — пенсионерами, 13 были неактивными по другим причинам.

## Достопримечательности
- Церковь Св. Георгия (XIII век). Исторический памятник с 1961 года[5]
- Замок Лоберти (XIX век)[6]

## Фотогалерея
- Сен-Жори-ла-Блу
- Церковь Св. Георгия
- Интерьер церкви Св. Георгия
- Замок Лоберти
- Мэрия
- Военный мемориал
- Река Иль